# یانیس لیپکه
یانیس لیپکه (۱ فوریهٔ ۱۹۰۰ – ۱۴ مهٔ ۱۹۸۷) کارگر بارانداز اهل لتونی بود که یهودیان ریگا را در جنگ جهانی دوم از هولوکاست در آن کشور نجات داد.
لیپکه که کارگری در بندر ریگا بود پس از مشاهده اقدامات نازی‌ها علیه یهودیان لتونی در خیابان‌ها، تصمیم به نجات آن‌ها از دستگیری گرفت. وی برای اینکه پیمانکار لوفت وافه شود، اقدام به آموختن مجدد کرد و سپس از موقعیت خود برای قاچاق زندانیان یهودی به بیرون از گتو ریگا و اردوگاه‌های درون و اطراف ریگا بهره گرفت، و آن‌ها را با کمک همسرش یوهانا تا هنگام ورود ارتش سرخ در اکتبر ۱۹۴۴ پنهان کرد. خانواده لیپکه و یاران مختلف آن‌ها چهل یهودی را از این راه نجات دادند، یعنی حدود یک پنجم از ۲۰۰ یهودی که از جنگ در لتونی جان سالم به در بردند.
هنگامی که لیپکه در سال ۱۹۸۷ درگذشت، یهودیان ریگا مراسم تشییع جنازه وی را برگزار کردند.

## افتخارات

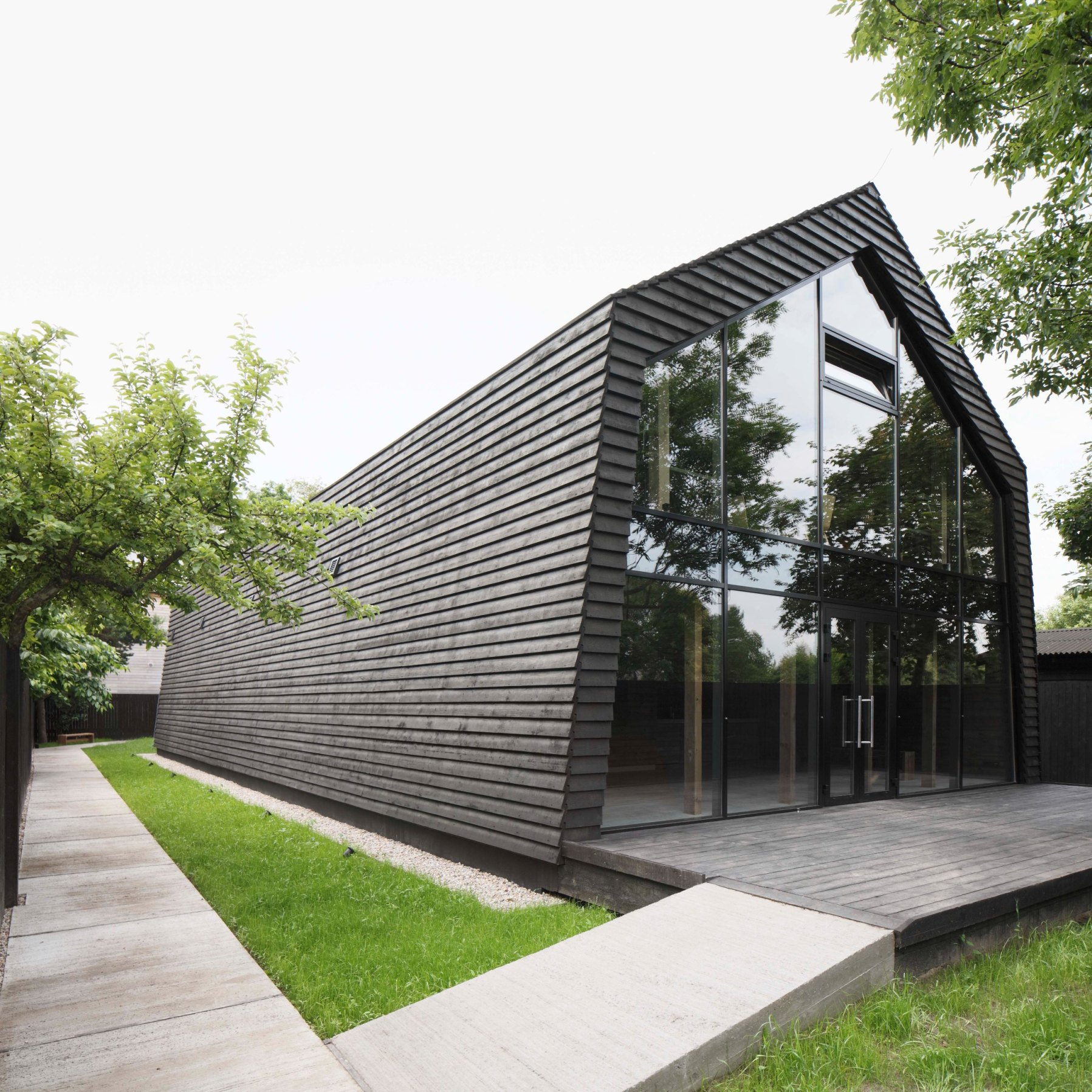
یادمان یانیس لیپکه در کیپسالا

ید وشم در ۲۸ ژوئن ۱۹۶۶ لیپکه و همسرش یوهانا را با عنوان درستکار در میان ملل گرامی داشت.
در ۴ ژوئیه ۲۰۰۷، روز به‌یادآوری قربانیان نسل‌کشی علیه ملت یهود، یادمانی برای بزرگداشت کسانی که یهودیان لتونیایی را نجات دادند، به ویژه لیپکه، در کنیسه سرودخوانی بزرگ ریگا رونمایی شد.
یادمان یانیس لیپکه در جزیره کیپسالا در ریگا قرار دارد. این بنا در کنار خانه لیپکه، جایی که وی پناهگاهی برای یهودیان نجات یافته ترتیب داده بود، ساخته شده‌است.
فیلم لتونیایی شب پدر (۲۰۱۸)، تلاش‌های لیپکه و همسرش برای نجات یهودیان را به تصویر می‌کشد.